# 7778 Markrobinson
7778 Markrobinson eller 1993 HK1 är en asteroid i huvudbältet som upptäcktes den 17 april 1993 av det amerikanska astronom paret Eugene M. och Carolyn S. Shoemaker vid Palomar-observatoriet. Den är uppkallad efter amerikanen Mark Robinson.